# Alen Stajcic
Alen Stajcic (* 2. November 1973 in Sydney) ist ein ehemaliger australischer Fußballspieler und derzeitiger Trainer. Von April 2014 bis Januar 2019 war er Trainer der australischen Fußballnationalmannschaft der Frauen; seit Juni 2024 trainiert er die Herren der Western Sydney Wanderers.

## Werdegang

### Vereine
Stajcic spielte zwischen 1994 und 2002 für mehrere Vereine in der New South Wales Premier League und auch für australische Jugendauswahlmannschaften. Aufgrund einer Knieverletzung endete seine Spielerkarriere und er wurde Trainer. Zunächst trainierte er die NSW Sapphires in der Women’s National Soccer League, die er in der Saison 2003/04 zur Meisterschaft führte. Als 2008 die W-League in Australien gestartet wurde, wurde er Trainer des Sydney FC. Den Verein führte er in der ersten Saison 2008/09 auf Platz 4 der Punktspielrunde. Im anschließenden Playoffhalbfinale scheiterte die Mannschaft im Elfmeterschießen an Queensland Roar. In den beiden folgenden Spielzeiten 2009 und 2010/11 wurde Platz 1 nach der Punktspielrunde belegt. In den darauffolgenden Playoffs um die Meisterschaft gelang jeweils der Einzug ins Grand Final, das 2009 gegen das nun als Brisbane Roar firmierende Team aus Queensland gewonnen wurde. 2011 konnten die Queensländer den Spieß umdrehen und das Finale für sich entscheiden. In der folgenden Saison trafen beide wieder bereits im Halbfinale aufeinander und erneut hatten die Queensländer im Elfmeterschießen das bessere Ende für sich. 2013 entschied Sydney das Halbfinale in der regulären Spielzeit für sich und gewann dann das Grand Final gegen Melbourne Victory. Gegen Melbourne kam dann ein Jahr später und gegen Perth Glory 2014 das Aus im Halbfinale.
Daneben arbeitete er für den australischen Verband. So war er Co-Trainer der U-20-Mannschaft der Frauen bei der U-20-Fußball-Weltmeisterschaft der Frauen 2006 in Russland, bei der Australien aber nach der Vorrunde ausschied. Im März 2007 wurde er Cheftrainer der „Young Matildas“. Als es im April 2014 kurz vor der Fußball-Asienmeisterschaft der Frauen 2014 zu einer Spielerinnenrevolte in der A-Nationalmannschaft gegen Trainerin Hesterine de Reus kam, wurde Stajcic zunächst Interimstrainer der australischen Fußballnationalmannschaft der Frauen. Erste Aufgabe war es im Mai den Titel als Asienmeister zu verteidigen oder zumindest die gleichzeitig ausgespielte WM-Qualifikation zu erreichen. Die Titelverteidigung gelang zwar nicht – im Finale wurde mit 0:1 gegen Weltmeister Japan verloren – aber mit dem Halbfinaleinzug hatte sich die Mannschaft für die WM 2015 in Kanada qualifiziert. Stajcic wurde daraufhin im September permanenter Chefcoach, blieb aber vorerst parallel Trainer von Sydney. Am 19. Januar 2019 wurde er als Nationaltrainer entlassen.
Im März 2019 wurde er als Nachfolger von Mike Mulvey interimistisch Trainer der Central Coast Mariners für die letzten sechs Spieltage der A-League-Saison 2018/19. Der abgeschlagen am Tabellenende liegenden Mannschaft, die bis zu Stajcics Übernahme nur einen Ligasieg in 21 Saisonspielen verbuchen konnte, gelangen im restlichen Saisonverlauf zwei weitere Siege. Im Mai 2019 erhielt er einen Dreijahresvertrag als Cheftrainer der Mariners.
Am 26. Oktober 2021 wurde er als Trainer der philippinischen Fußballnationalmannschaft der Frauen präsentiert. Bei der Fußball-Asienmeisterschaft der Frauen 2022 erreichten die von ihm trainierten Philippininnen das Viertelfinale, in dem sie sich im Elfmeterschießen gegen die taiwanische Fußballnationalmannschaft der Frauen durchsetzten und sich erstmals für die WM-Endrunde qualifizierten.
Bei der WM konnten die Philippinen zwar nach der 0:2-Auftaktniederlage gegen die Schweiz ihr zweites Gruppenspiel gegen Co-Gastgeber Neuseeland mit 1:0 gewinnen, schieden aber nach einer abschließenden 0:6-Niederlage gegen Norwegen als Gruppenletzte aus. Wenige Tage danach wurde er Trainer der Herrenmannschaft von Perth Glory.
Seit Juni 2024 ist er Trainer der Western Sydney Wanderers.

## Erfolge als Trainer
- Sieger der Nation Women’s Soccer League 2003/04 mit NSW Sapphires
- Australischer Meister 2009, 2012/13 mit Sydney FC
- Sieger der Punktspielrunde 2009 und 2010/11 mit Sydney FC
- Zweiter der Asienmeisterschaft 2014 und Viertelfinale der Weltmeisterschaft 2015 mit der Nationalmannschaft der Frauen
- Zweiter der Asienmeisterschaft 2018 mit der Nationalmannschaft der Frauen